# Wu’an
Koordinaten: 36° 45′ N, 114° 12′ O
Die kreisfreie Stadt Wu’an (chinesisch 武安市, Pinyin Wǔ’ān Shì) gehört zum Verwaltungsgebiet der bezirksfreien Stadt Handan in der Provinz Hebei der Volksrepublik China. Das Verwaltungsgebiet der Stadt Wu’an hat eine Fläche von 1.806 km², nach anderen Angaben 1.803 km² und 819.000 Einwohner (Stand: Zensus 2010).
1973 wurde in der zu Wu’an gehörenden Großgemeinde Cishan die Stätte der Cishan-Kultur entdeckt.

## Administrative Gliederung
Auf Gemeindeebene setzt sich Wu’an aus 13 Großgemeinden und neun Gemeinden zusammen. Diese sind:
- Großgemeinde Wu’an (武安镇), Zentrum, Sitz der Stadtregierung;
- Großgemeinde Kang’ercheng (康二城镇);
- Großgemeinde Wuji (午汲镇);
- Großgemeinde Cishan (磁山镇);
- Großgemeinde Baiyan (伯延镇);
- Großgemeinde Shucun (淑村镇);
- Großgemeinde Datong (大同镇);
- Großgemeinde Yicheng (邑城镇);
- Großgemeinde Kuangshan (矿山镇);
- Großgemeinde Hejin (贺进镇);
- Großgemeinde Yangyi (阳邑镇);
- Großgemeinde Paihuai (徘徊镇);
- Großgemeinde Yetao (冶陶镇);
- Gemeinde Shangtuancheng (上团城乡);
- Gemeinde Bei’anzhuang (北安庄乡);
- Gemeinde Bei’anle (北安乐乡);
- Gemeinde Xitushan (西土山乡);
- Gemeinde Xisizhuang (西寺庄乡);
- Gemeinde Huoshui (活水乡);
- Gemeinde Shidong (石洞乡);
- Gemeinde Guantao (管陶乡);
- Gemeinde Majiazhuang (马家庄乡).